# 約翰·葛里遜
約翰·基斯咸（英語：John Grisham，1955年2月8日—）是一名美國暢銷作家，作品多是法律惊险小说，他的著作在全球賣出超過 30 億本，其中多本著作如《黑色豪門企業》、《絕對機密》、《終極證人》等有被拍成電影。其作品在90年代大為暢銷，亦在美國有廣大書迷，新作為消失的費茲傑羅2017，並多年入選全球十大作家排行榜。

## 生平
基斯咸出生於美國阿肯色州琼斯伯勒鎮上的一個美南浸信会家庭。父親是建築工人及綿花農，母親則是家庭主婦，兩人育有五子女，約翰排第二。基斯咸在母親的鼓勵下，自幼已很喜愛閱讀。
基斯咸幼時父母經常搬家，最後於1967年定居在密西西比州的Southaven鎮。中學畢業於該鎮的Southhaven中學，曾當學校美式足球隊的四分衛，大學畢業於密西西比州立大學會計系（理學士），跟著在密西西比大學法學院就讀，於1981年畢業。其後在Southhaven鎮上的一間律師行工作約10年，期間除了幫他人打官司外，亦以民主黨員的身份參加了密西西比州眾議院的競選，更於1983年當選，任期在1990年結束。
基斯咸已婚，育有兩名子女。

## 寫作
基斯咸於1984年開始寫他第一本小說《殺戮時刻》，靈感來自他於同年早前遇上的一宗強姦案，受害者年僅12歲；他於3年後完成該本小說，但大型出版社卻不肯出版，最後由Wynwood Press出版。

### 作品

#### 以法律為題材的小說
- 《殺戮時刻》 "A Time to Kill (1989)
- 《黑色豪門企業》The Firm (1991)
- 《絕對機密》The Pelican Brief (1992)
- 《終極證人》The Client (1993)
- 《終極審判》The Chamber (1994)
- The Rainmaker (1995)
- 《失控的陪審團》The Runaway Jury (1996)
- The Partner (1997)
- 《街頭律師》The Street Lawyer (1998)
- 《瘋人遺囑》The Testament (1999)
- 《失控的總統醜聞》The Brethren (2000)
- The Summons (2002)
- The King of Torts (2003)
- The Last Juror (2004)
- The Broker (2005)
- The Appeal (2008)
- The Associate (2009)
- The Confession (2010)
- The Litigators (2011)
- The Racketeer (2012)
- Sycamore Row (2013)
- Gray Mountain (2014)
- Rogue Lawyer (2015)
- 《消失的費茲傑羅》Camino Island（2017年）

#### 普通小說
- A Painted House (2001)
- Skipping Christmas (2001)
- Bleachers (2003)
- Playing for Pizza (2007)
- Ford County (2009)
- Calico Joe (2012)

#### 短篇小說
- 《腫瘤》The Tumor (2015)

#### 非小說
- 《無辜之人》The Innocent Man: Murder and Injustice in a Small Town (2006)

## 電影
基斯咸有多本小說被改編成電影，包括：
- 《黑色豪門企業》 (The Firm, 1993)
- 《塘鵝暗殺令》(The Pelican Brief（英语：The Pelican Brief (film)） 1993)
- 《致命內幕》（The Client（英语：The Client (film)）, 1994）
- 《殺戮時刻》(A Time to Kill（英语：A Time to Kill (film)）, 1996)
- 《毒室裁決》The Chamber（英语：The Chamber (film)） (1996)
- The Rainmaker (1997)
- The Gingerbread Man（英语：The Gingerbread Man (film)） (1998) Based on an unpublished short story
- A Painted House（英语：A Painted House#Television adaptation） (2003)
- 《幕後陪審團》Runaway Jury (2003)
- Christmas with the Kranks（英语：Christmas with the Kranks） (2004) Based on the novel 'Skipping Christmas'
- The Associate (2012)

## 外部连結
- 官方网站
- John Grisham在互联网电影资料库（IMDb）上的資料（英文）
- C-SPAN內的頁面（英文）